# Hiroki Katō (Fußballspieler)
Hiroki Katō (japanisch 加藤 広樹 Katō Hiroki; * 31. Juli 1986 in der Präfektur Kanagawa) ist ein japanischer Fußballspieler.

## Karriere
Katō erlernte das Fußballspielen in der Jugendmannschaft von Yokohama F. Marinos und der Universitätsmannschaft der Ryūtsū-Keizai-Universität. Seinen ersten Vertrag unterschrieb er 2007 bei Mito HollyHock. Der Verein spielte in der zweithöchsten Liga des Landes, der J2 League. Für den Verein absolvierte er 44 Ligaspiele. Ende 2013 beendete er seine Karriere als Fußballspieler.

## Erfolge
Yokohama F. Marinos
- J1 League

Meister: 2004